# Kaikaku
Kaikaku (japanska för "radikal förändring") handlar om att göra grundläggande och radikala förändringar av ett produktionssystem, till skillnad från "Kaizen" som är inriktat mot stegvisa mindre förändringar. Båda Kaizen och Kaikaku kan tillämpas inom andra verksamheter än produktion. En annan benämningen för förändringsprocessen Kaikaku är System Kaizen och i detta fall anses Kaikaku istället vara själva resultatet.

## Introduktion
Kaikaku och Kaizen är begrepp inom japansk produktionsfilosofi som relaterar till varandra. Bägge har framför allt sitt ursprung i Toyota Production System.
Kaikaku innebär en radikal förändring av ett produktionssystem under en begränsad tid. 
Kaizen är däremot gradvisa och ständiga förändringar av en avgränsad verksamhet med syfte att öka produktiviteten i produktionssystemet. Kaizen bygger på allas medverkan och enskilda aktiviteter når som regel förbättringar understigande 20%.
Ett mellanting mellan Kaikaku och Kaizen är Kaizen Blitz (eller Kaizen Event) som innebär radikal förbättring av ett begränsat område, exempelvis en produktionscell, under en intensiv vecka.

## Kaikaku
Kaikaku innebär att en hel verksamhet radikalt förändras, i princip alltid i form av ett projekt. Kaikaku initieras ofta av företagsledningen då förändringen och resultatet är av betydande företagspåverkande storlek. Kaiakaku handlar om att införa ny kunskap, ny strategi, nya arbetssätt, ny produktionstekniska metoder eller ny utrustning. Kaikaku kan initieras på grund av yttre omständigheter, ex vis ny teknik eller marknadsförutsättningar. Kaikaku kan även initieras när företagsledningen bedömer att pågående Kaizen arbete börjar stagnera och inte längre ger tillräcklig effekt i förhållande till insats. Ofta innebär Kaikaku förbättringar på 30-50 procent och en ny nivå för fortsatt Kaizen.
Kaikaku projekt kan vara av olika typer :
- Lokalt innovativ - Kapitalintensiv

Ex vis en installation av robotautomation vid ett företag är inte nytt för branschen, men kan vara nytt för företaget. Beslutet är strategiskt förankrat och kan innebära större kostnader
- Lokalt innovativ - Operationsnära

Ex vis ett införande av vedertagna metoder som Sex Sigma eller TPM kan vara nytt för företaget. Samtidigt är som regel den direkta kostnaden för införande relativt liten
- Radikalt innovativ - Kapitalintensiv

Ex vis att införa en ny och innovativ produktionsteknologi
- Radikalt innovativ - Operationsnära

Ex vis nya och innovativa produktionslösningar som är nya för branschen